# فراتر از قانون (فیلم ۱۹۶۸)
فراتر از قانون (ایتالیایی: Al di là della legge) عنوان یک فیلم سینمایی ایتالیایی در ژانر وسترن اسپاگتی به کارگردانی  جورجو استگانی محصول سال ۱۹۶۸ میلادی است.
این فیلم در ایران با نام فراتر از قانون دوبله و پخش شده است.

## بازیگران
- لی وان کلیف
- لایونل استندر
- گراتزیلا گراناتا
- باد اسپنسر
- گوردون میچل
- رومانو پوپو
- انتسو فی‌یرمونته
- گونتر اشتول
- تام کوئین
- هربرت فوکس
- آدریانا فاکتی
- میکی ناکس